# Mosteiros (Cap-Vert)
Pour les articles homonymes, voir Mosteiros.
Ne doit pas être confondu avec Mosteiros (municipalité du Cap-Vert).
Mosteiros est une localité côtière du Cap-Vert située au nord de Fogo, dans la municipalité de Mosteiros, dans une région plus humide et plus verdoyante que le reste de l'île grâce aux alizés. Par sa production agricole, c'est le « grenier », voire le « jardin » de l'île. Mosteiros constitue le deuxième centre urbain de Fogo après São Filipe, dont elle est distante d'environ 35 km par la route du nord.

## Géographie
La municipalité couvre une superficie de 85 km2, soit 18 % de l'île et 2 % du territoire national.

### Relief

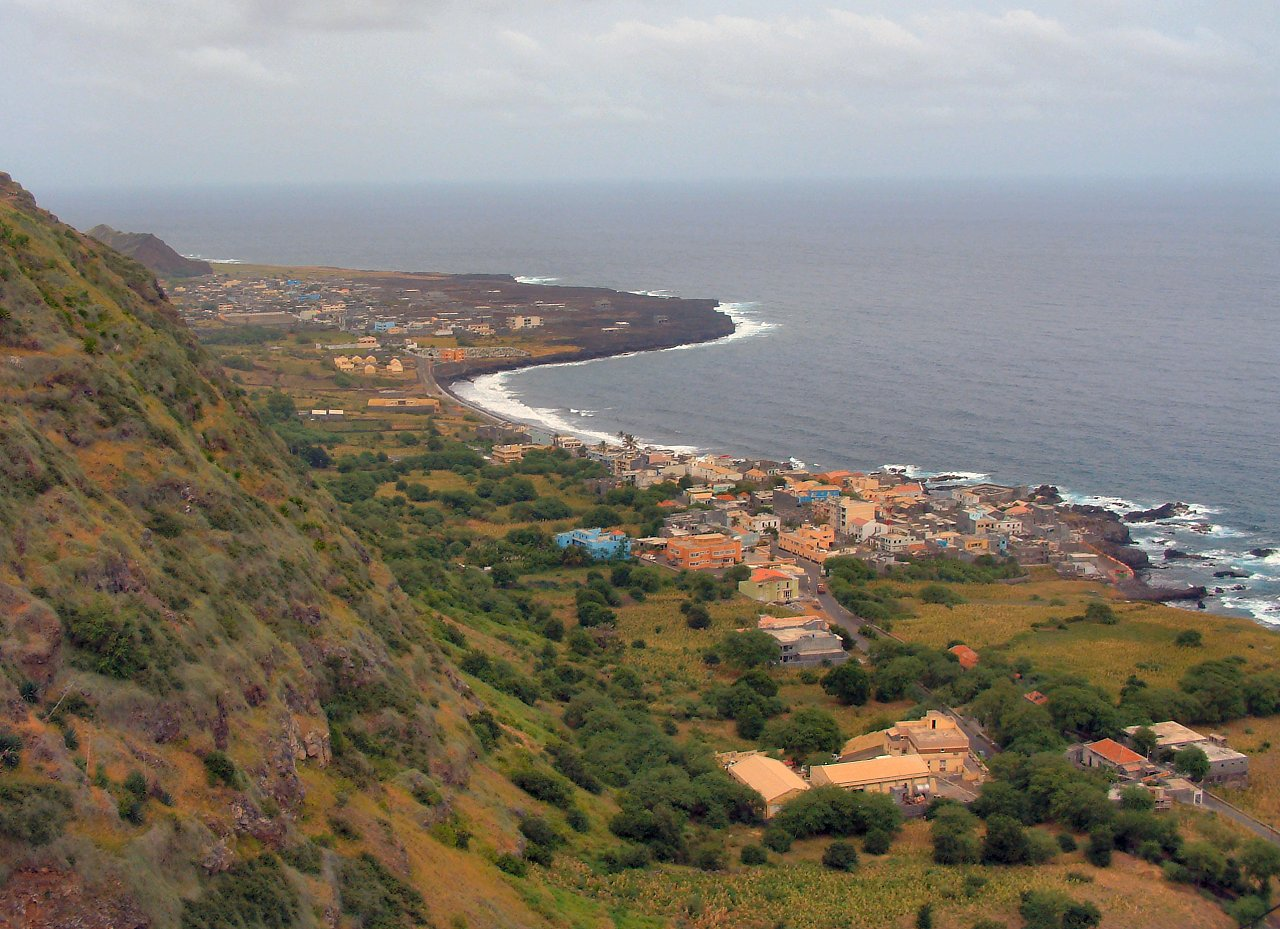
Vue générale

Bordée par l'océan Atlantique au nord et à l'est, Mosteiros se trouve pour l'essentiel en zone montagneuse, ce qui ne facilite pas les déplacements et les échanges. Le sud et le centre du territoire ont été recouverts de laves lors des différentes éruptions du Pico do Fogo – la dernière en date étant celle de 1995 – et la surface cultivable s'en est trouvée réduite d'autant.

### Climat
Le climat est de type tropical sec, avec une pluviométrie en baisse. La saison des pluies s'étend de juillet à septembre, avec une moyenne de neuf jours de pluie par an au cours des dernières décennies.
La température annuelle moyenne est de 22 °C, mais le climat est plus frais sur les hauteurs.

### Population
La municipalité compte environ 10 000 habitants, soit 27 % de la population totale de l'île. L'habitat est assez dispersé et se répartit entre 16 villages : Vila de Igreja, Queimada-Guincho, Mosteiros-Trás, Fajãzinha, Feijoal, Ribeira do Ilhéu, Sumbango, Murro, Rocha-Fora/Ligeirão, Atalaia, Cova-Feijoal, Pai-António, Cutelo-Alto, Corvo, Achada-Grande e Relva. Les plus peuplés sont Queimada-Guincho et Mosteiros-Trás. Le village de Mosteiros proprement dit, qui a donné son nom au concelho, compte moins de 500 habitants.
Comme dans le reste du pays, la population est jeune : 70 % des habitants ont moins de trente ans.

## Transport
Les routes d'accès sont de bonne qualité. Elles permettent de se rendre à São Filipe en une heure environ par le nord, en une heure et demie par le sud.
Mosteiros était doté d'un petit aérodrome où un Twin Otter se posait entre mer et falaise, sur une piste en pouzzolane. Il est désaffecté depuis la remise en service de l'aérodrome de São Filipe.

## Économie
Les principales ressources de Mosteiros proviennent de l'agriculture, de la sylviculture, de l'élevage et de la pêche.
Les cultures ne sont généralement pas irriguées, sauf dans quelques endroits.
Des fruits de qualité sont produits, particulièrement les goyaves, les papayes, le raisin, les oranges, les coings et les mangues. Comme il s'agit de productions saisonnières, celles-ci excèdent souvent les besoins du marché local. Une transformation de ces produits serait nécessaire. Le vin rouge local (manecon) est mis en bouteille dans la Chã das Caldeiras où il est très apprécié des touristes.
Le café occupe une place de choix dans cette région où une association défend les intérêts des producteurs (Procafé).

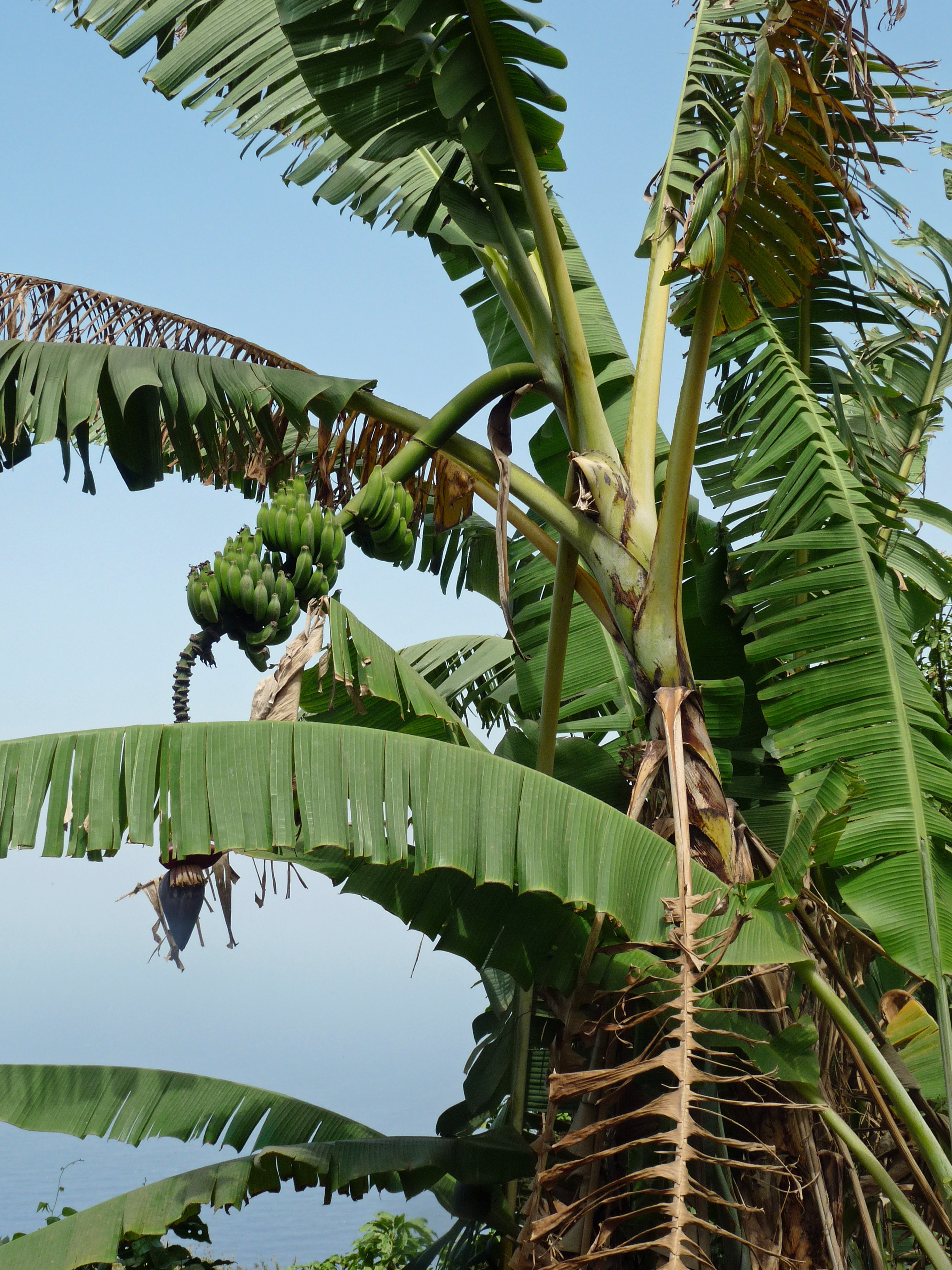
Bananier
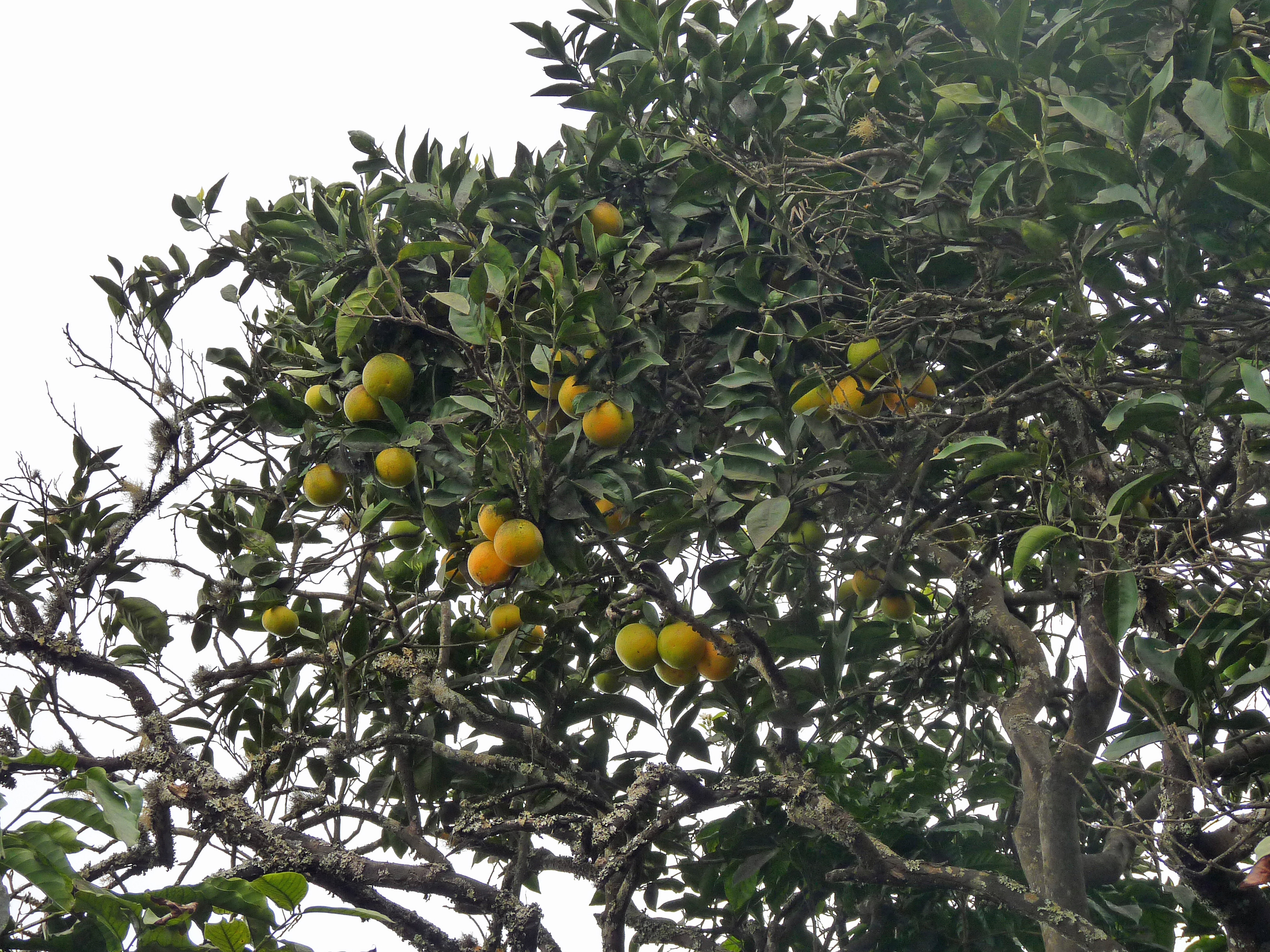
Oranger
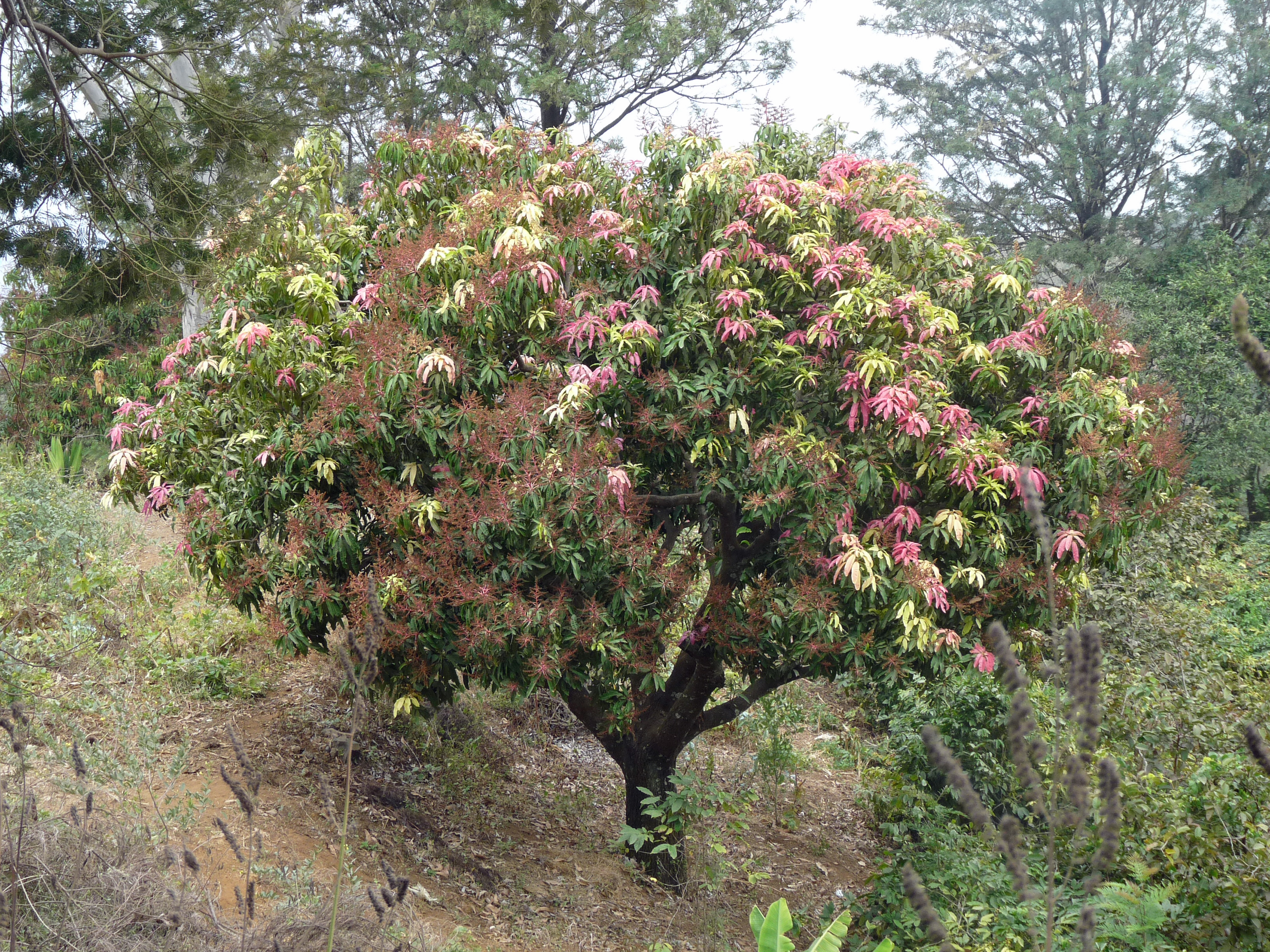
Manguier
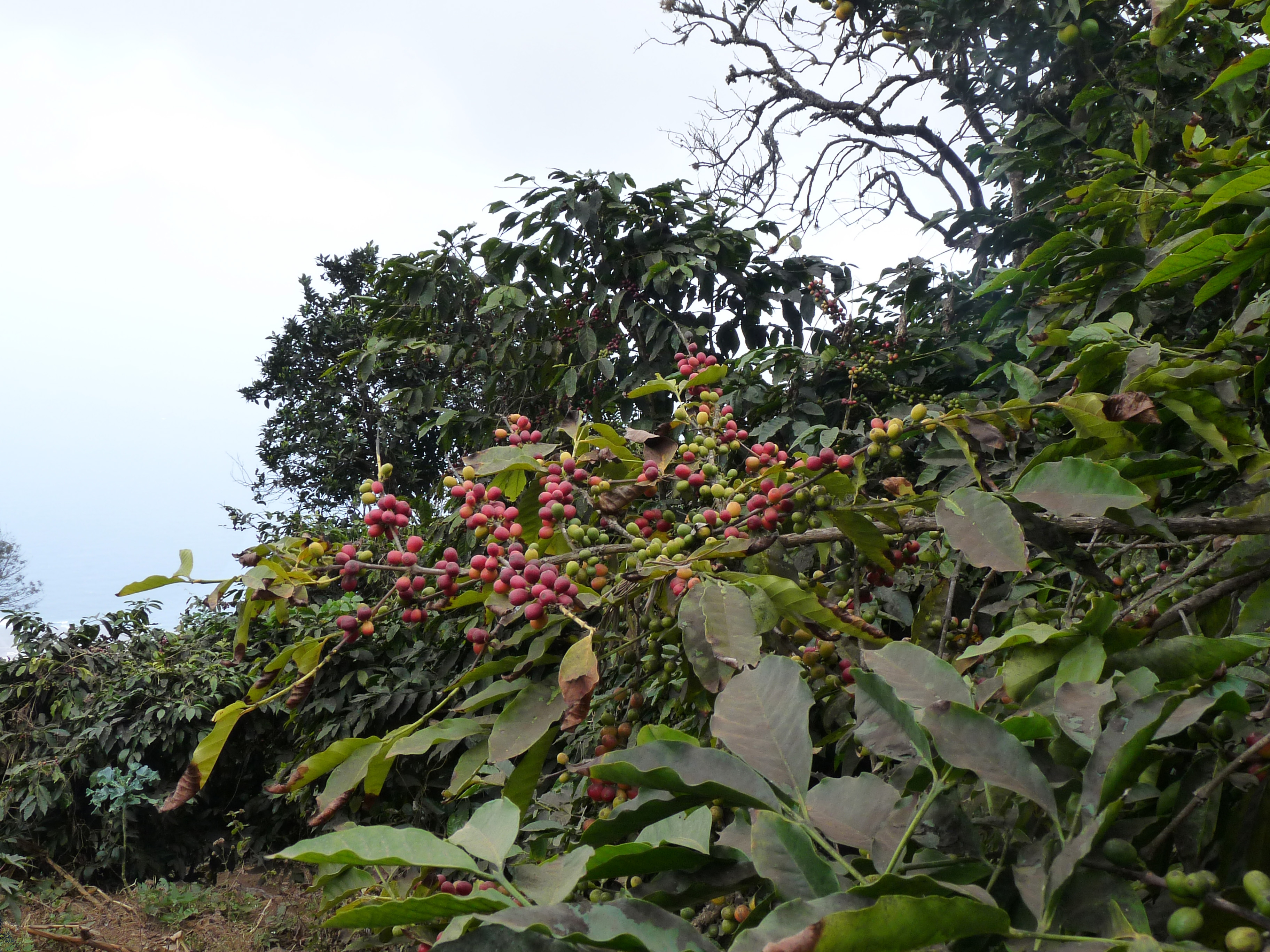
Caféier

Située à une altitude de 1 000 m, le parc forestier forestier de Monte Velha est l'une des plus importantes du pays. On y conserve des eucalyptus, des acacias, des cyprès.
L'élevage concerne les bovins, les caprins, les porcins et la volaille. Du fromage de chèvre et du beurre sont également produits.
La pêche est un secteur d'une importance cruciale pour l'autosuffisance alimentaire de la région, mais beaucoup de pêcheurs exercent également d'autres activités.

## Tourisme

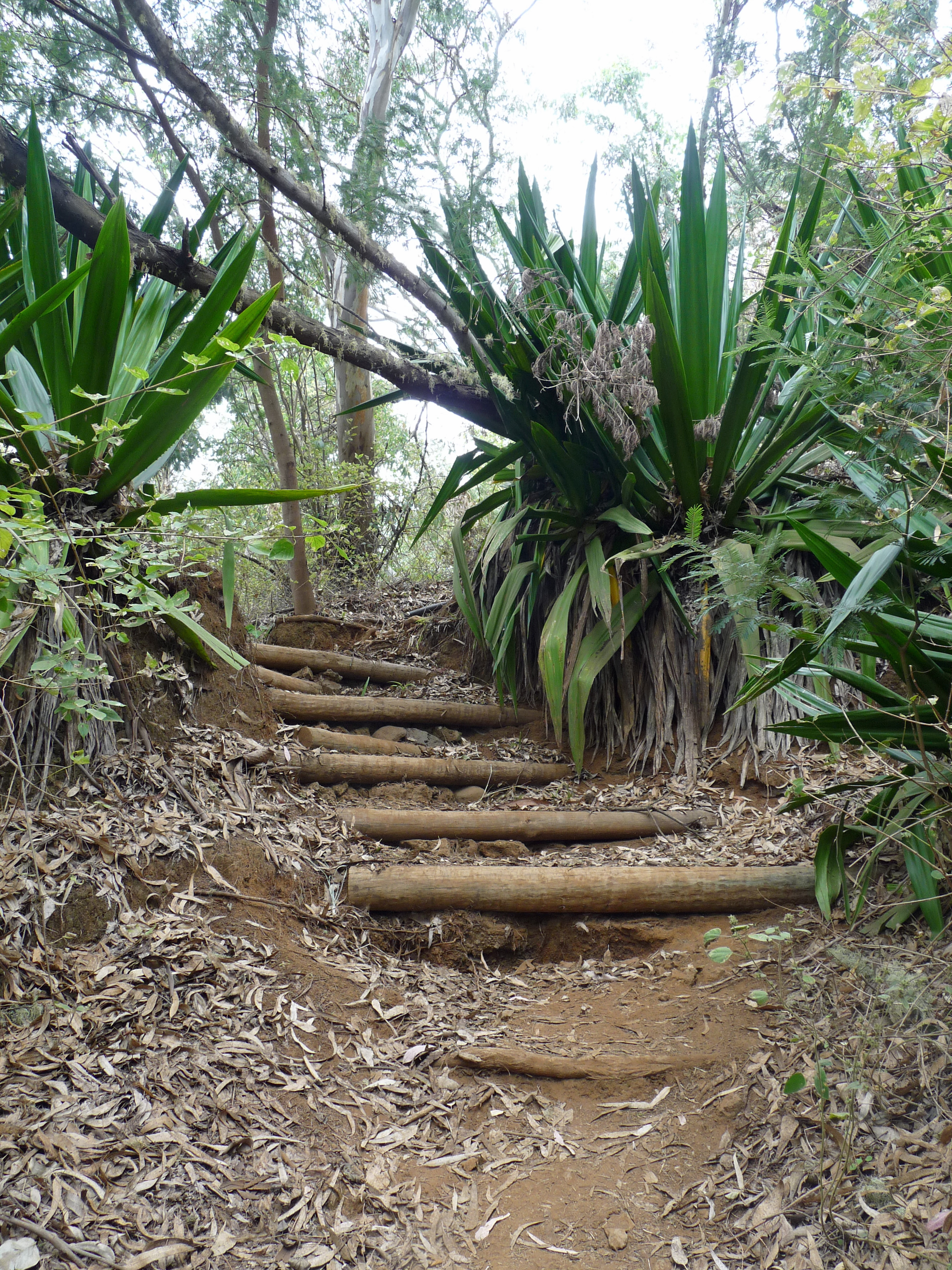
Sentier de randonnée à travers les agaves

La fermeture de l'aéroport a nui à l'animation de Mosteiros qui ne constitue pas un pôle touristique en tant que tel. C'est en revanche un lieu d'arrivée (ou de départ) classique pour les randonneurs venus de la Chã das Caldeiras en passant par Monte Velha au terme d'un dénivelé de 1 700 m environ, à travers une luxuriante végétation : agaves, bananiers, manioc, haricots, caféiers, orangers.
Mosteiros possède quelques petits restaurants et pensions (pensão).